# Хинкс, Томас
Томас Хинкс (англ. Thomas Hincks; 1818—1899) — английский зоолог. Член Королевского общества с июня 1872 года.

## Биография
Воспитывался в Манчестере, в 1855 году назначен пастором в Лидсе, с 1869 года вышел в отставку и с этого времени жил в Клифтоне. Хинкс изучал преимущественно строение, систематику и естественную историю кишечнополостных и дал образцовые описания отдельных групп этого класса.

## Труды
- «A Catalogue of the Zoophytes of South Devon and South Cornwall» («Ann. Mag. Nat. Hist.», 1861, 1862, 1873);
- «A Hystory of the British Hydroid Zoophytes» (2 т., Лондон, 1868);
- «The Discophores or Large Medusae» («Pop. Sc. Rev.», 1871);
- «Contributions to the History of the Hydroida» («Ann. Mag. Nat. Hist.», 1872 и 1877);
- «A History of British Marine Polyzoa» (1888);
- «Contributions towards a General History of the Marine Polyzoa» (Л., 1894).